# Louis Gobet
Louis Gobet (1908. október 28. – ?) svájci labdarúgóhátvéd.